# Eucyclops vandouwei
Eucyclops vandouwei – gatunek widłonoga z rodziny Cyclopidae, nazwa naukowa gatunku została po raz pierwszy opublikowana w 1909 roku przez austriackiego biologa i zoogeografa Vincenza Brehma.